# Kenneth Nkosi
Kenneth Nkosi, född 19 juni 1973, är en sydafrikansk skådespelare.
Nkosi har bland annat medverkat i TV-serien Reyka – brottsprofilerare från 2021. Han har även medverkat i filmerna Tsotsi från 2005 och District 9 från 2009.

## Filmografi (i urval)
- 2005 – Tsotsi
- 2009 – District 9
- 2021 – Reyka – brottsprofilerare (TV-serie)